# Anne Haney
Anne Ryan Thomas, född 4 mars 1934 i Memphis, Tennessee, död 26 maj 2001 i Studio City, Los Angeles, Kalifornien, var en amerikansk skådespelare.